# وو دي (مخرج)
وو دي (بالصينية: 吴迪,) هو مصور سينمائي ومخرج صيني، ولد في 1951.

## وصلات خارجية
- وو دي على موقع IMDb (الإنجليزية)
- وو دي على موقع ألو سيني (الفرنسية)
- وو دي على موقع أول موفي (الإنجليزية)
- وو دي على موقع كينوبويسك (الروسية)